# كأس السوبر الأوروبي 1997
كأس السوبر الأوروبي 1997 كل من نادي برشلونة الإسباني الفائز بلقب كأس الكؤوس الأوروبية لعام 1997 وبوروسيا دورتموند الألماني المتوج بلقب دوري أبطال أوروبا لعام 1997 وتمكن نادي برشلونة من الفوز باللقب بمجموع مباراتي الذهاب والإياب بنتيجة 3-1 وتحقيق اللقب .

## التفاصيل

### مباراة الذهاب
| برشلونة                                                    | 2–0      | بوروسيا دورتموند   |
| ---------------------------------------------------------- | -------- | ------------------ |
| لويس إنريكه 8' · ريفالدو 61' (ر.ج) · المدرب · لويس فان خال | التفاصيل | المدرب نيفيو سكالا |

| برشلونة | بوروسيا دورتموند |

### مباراة الإياب
| بوروسيا دورتموند                             | 1–1      | برشلونة                            |
| -------------------------------------------- | -------- | ---------------------------------- |
| جورج هنريتش 64' (ر.ج) · المدرب · نيفيو سكالا | التفاصيل | جيوفاني 8' · المدرب · لويس فان خال |

| بوروسيا دورتموند | برشلونة |